# Jean Cayrol
Jean Cayrol född den 6 juni 1911 i Bordeaux, död den 10 februari 2005 i Bordeaux, var en fransk författare.

## Biografi
Under andra världskriget deltog han i motståndskampen. Han togs till fånga 1943 och deporterades till Mauthausen. Hans intryck från koncentrationsläger och krigserfarenheter påverkade hans författarskap. Han regisserade även filmen Le coup de grâce 1965.
Cayrol framträdde först med lyrik men fick sitt genombrott med romaner som Midi minuit (svensk översättning Midnatt mitt på dagen, 1966) och fick med dem ställning som en av de ledande i fransk 1900-talslitteratur.
Internationellt har han blivit mest känd för insatser inom filmen. Bland annat skrev han manuskriptet till det psykologiskt djupborrande dramat om kriget i Algeriet, Muriel (1963).